# Rauw Alejandro
Raúl Alejandro Ocasio Ruiz (San Juan, 10 de janeiro de 1993), conhecido profissionalmente pelo seu nome artístico Rauw Alejandro, é um cantor e compositor porto-riquenho. Referido como o "Pai do Reggaeton Moderno", ele pertence à "nova geração" de músicos urbanos porto-riquenhos. Seu álbum de estúdio de estreia, Afrodisíaco, foi lançado em novembro de 2020. Seu segundo álbum de estúdio, Vice Versa, lançado em junho de 2021, trazia como single principal "Todo de Ti" e tem uma música denominada "Brazilera"- com Anitta -, uma forma de homenagear o Brasil. Ele venceu dois Latin Grammy Awards de doze indicações. Em abril de 2023, ele era um dos artistas mais ouvidos do Spotify.
| ALBUM           | ALBUM                   | ALBUM |
| --------------- | ----------------------- | ----- |
| NOME            | PRINCIPAL SINGLE        | DATA  |
| TRAP CAKE VOL.1 | AL MISMO TIEMPO         | 2019  |
| AFRODISÍACO     | RELOJ e TATTOO          | 2020  |
| VICE VERSA      | TODO DE TI              | 2021  |
| TRAP CAKE VOL.2 | MUSEU                   | 2022  |
| SATURNO         | LOKERA                  | 2023  |
| PLAYA SATURNO   | BABY HELLO Feat.Bizarap | 2023  |